# Válvula de controle direcional (hidráulica e pneumática)
Válvula de controle direcional ou simplesmente Válvula direcional é um dos componentes fundamentais, tanto em sistemas hidráulicos, como em  sistemas pneumáticos. Sua função é permitir a vazão do fluido sob pressão por diferentes vias, para realizar um trabalho, por exemplo, a movimentação de um cilindro hidráulico. Seu principal elemento é um êmbolo (também chamado de carretel), que realiza um movimento deslizante (ou rotativo, conforme o tipo de válvula) dentro do corpo da válvula. Este movimento faz a comunicação entre os canais internos da válvula, direcionando o fluido para a realização do trabalho. O acionamento do carretel deslizante pode ser feito de forma eletromecânica, hidraulicamente (ou pneumaticamente), ou ainda mecanicamente. Ao cessar a ação sobre o carretel, este retorna para a posição neutra, também chamada "posição de repouso", pela ação de molas, na maioria das válvulas. Nos tipos de válvulas com carretel rotativo, o acionamento se dá mecanicamente, de forma manual ou por dispositivos mecânicos.

## Componentes e materiais
Uma válvula direcional típica constitui-se de:
- corpo principal, que pode ser de ferro fundido, alumínio, antimônio ou outros metais, e até mesmo de composto plástico, quando utilizada em sistemas pneumáticos ou hidráulicos de baixa pressão.
- êmbolo (ou carretel), que normalmente é de aço, mas pode ser de alumínio, outros metais ou também de composto plástico, conforme a aplicação descrita acima.
- mola(s), montadas em uma ou nas duas extremidades do carretel, dependendo da configuração da válvula. São fabricadas em aço e têm a função de manter o carretel na posição "neutra", quando a válvula não recebe nenhum comando.
- solenoides, alavancas, botões acionadores, dependendo do tipo de acionamento da válvula.

## Operação básica
O carretel, com perfil cilíndrico e canais usinados, interrompe ou permite a passagem do fluido através dos canais internos do corpo da válvula. Dependendo da configuração de válvula, o carretel deslizante tem duas ou mais posições dentro do corpo, ao ser comandado. Ao receber um comando, o carretel desloca-se para uma das posições "de trabalho", direcionando o fluido para uma ou mais saídas da válvula. Nas válvulas de carretel rotativo, o movimento deste, ao invés de deslizante, é de rotação ao ser comandado, direcionando o fluido da mesma forma que o deslizante. Em todas as configurações e tipos há uma posição "neutra", também chamada posição "de repouso", quando a válvula não está recebendo nenhum comando, e a posição do carretel é mantida pela ação da(s) mola(s)

## Classificação e nomenclatura
As válvulas direcionais são classificadas de acordo com as seguintes características:
- número de conexões ou vias: são todas as entradas e saídas de fluido na válvula. A identificação usual das vias é P (entrada do fluido sob pressão), A/B (saídas de utilização ou trabalho) e R (retorno para o reservatório).
- número de posições do carretel: são duas ou mais, uma delas é sempre a posição "neutra" (quando a válvula não está sendo comandada) e as demais são "de trabalho". Em algumas válvulas de duas posições, a posição "neutra" também pode ser "de trabalho".
- modos de acionamento: podem ser eletromecânico, por pressão (hidráulico/pneumático) ou mecânico (por botão, alavanca, pedal, haste, ou rolete)
- forma do carretel: existem várias formas de carretel, conforme o tipo de trabalho que a válvula realiza. Por exemplo, uma válvula direcional 5/3 possui cinco vias e três posições do carretel.

## Modos de acionamento

### Acionamento eletromecânico

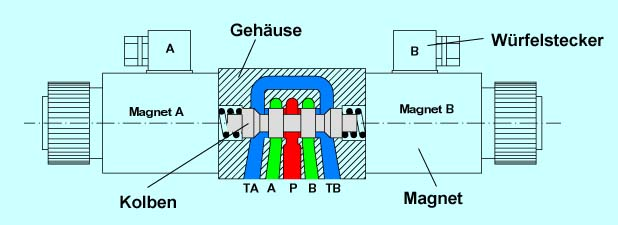
Vista interna de uma válvula direcional "5/3", mostrando um carretel deslizante, acionado por solenoides. P é a via de suprimento de fluido sob pressão, A e B são vias de saída (serviço), TA e TB são vias de retorno. Na ilustração, o carretel é mostrado na posição neutra, centralizado pela ação das molas. Nesta posição, não há comunicação entre a via de suprimento e as vias de saída, nem destas com as vias de retorno. Quando o solenoide A é energizado, o carretel é deslocado para a esquerda, conectando P com A e B com TB. Quando o solenoide B é energizado, o carretel é deslocado para a direita, conectando P com B e A com TA.

É a forma mais utilizada de acionamento do carretel, pela simplicidade de construção e facilidade de se obter energia elétrica para energizar os solenoides. No entanto, existem algumas limitações para o uso de solenoides acionando diretamente o carretel. A força produzida pelo solenoide precisa ser suficiente para acionar o carretel, superando a força da mola e as forças decorrentes da pressão do fluido agindo ao redor do carretel. Para acionar o solenoide, é necessário que este seja alimentado por uma corrente que gere uma potência suficiente para superar estas forças. Em alguns casos, em que as forças a serem vencidas são maiores, ou o solenoide permanece acionado por muito tempo no ciclo, ou ciclos com frequência maior, a potência elétrica provoca um aquecimento excessivo do solenoide, comprometendo o seu funcionamento. Nestas situações, este tipo de acionamento é substituído pelo acionamento por pressão, em que uma válvula auxiliar, operada por solenoide, direciona o fluido sob pressão para acionar o carretel da válvula principal.

### Acionamento por pressão

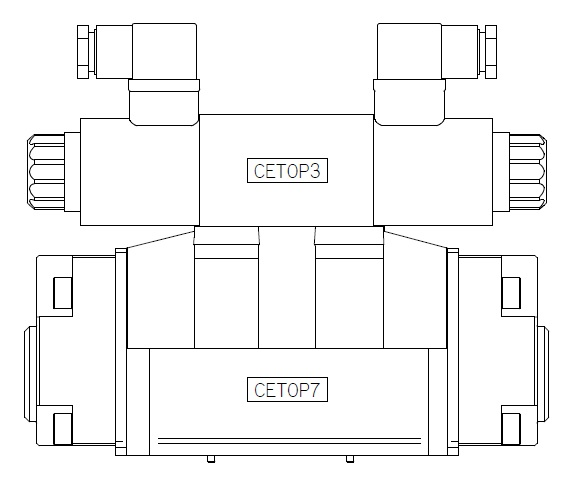
A válvula secundária (em cima), operada por solenoides, direciona o fluido sob pressão para comandar a válvula principal.

Em algumas aplicações do acionamento eletromecânico, é necessário uma potência mais alta para acionar o carretel, gerando aquecimento do solenoide. Nestes casos, é utilizada uma válvula secundária (chamada "válvula piloto"), acionada por solenoides de baixa potência, que direciona o fluido para as extremidades do carretel da válvula principal com uma pressão e vazão menores que as do sistema principal. Desta forma, o carretel da válvula principal é acionado por pressão e não diretamente pelos solenoides. Pode-se utilizar também válvulas secundárias pneumáticas para comandar a válvula principal hidráulica.

#### Servoválvula

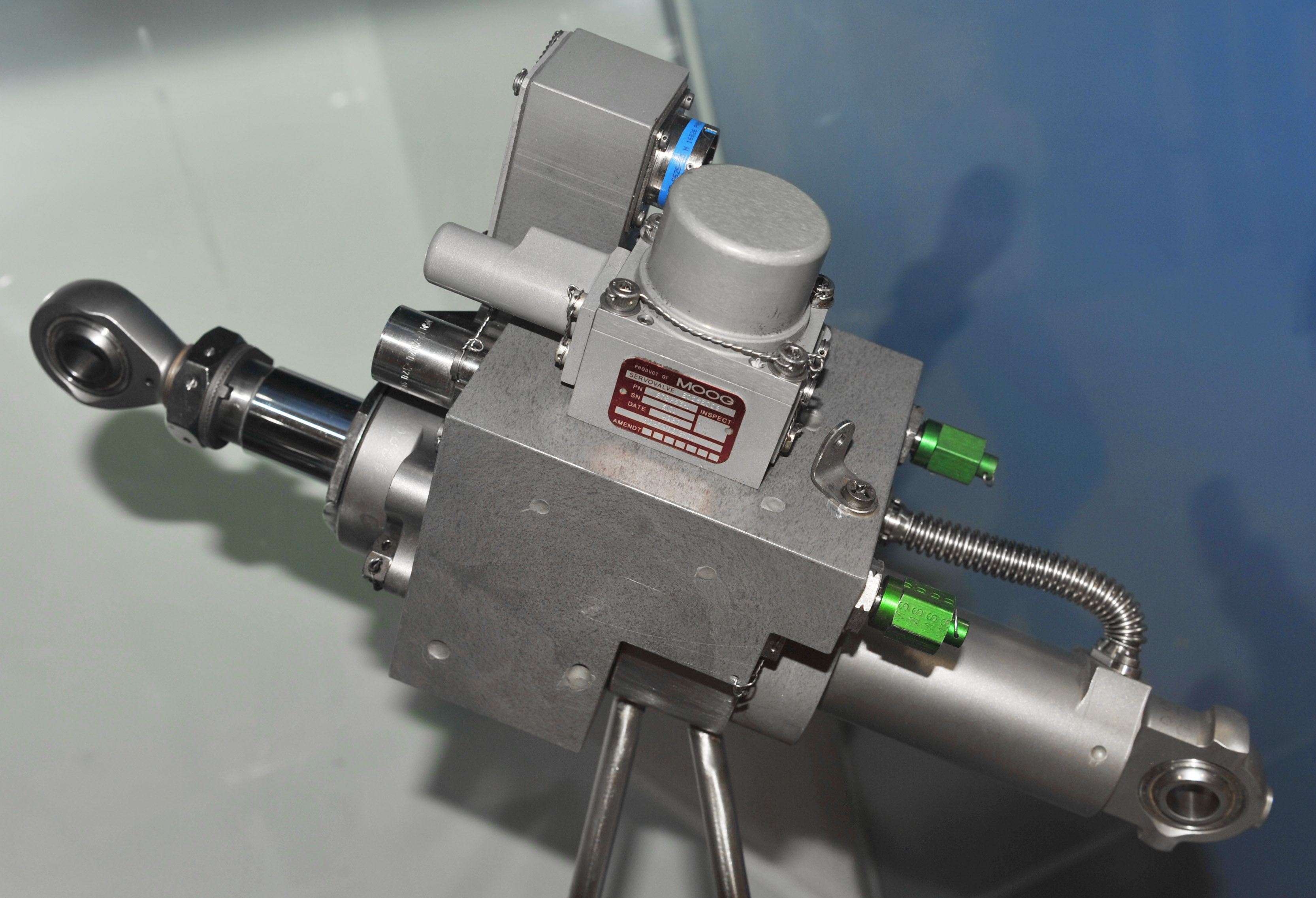
Cilindro hidráulico acionador do rudder de uma aeronave, com a servoválvula acoplada.

É um tipo de válvula direcional com acionamento progressivo, cujo carretel é comandado por pressão. Nesta válvula, o sinal elétrico varia gradualmente e não atua diretamente no carretel, mas em um dispositivo chamado flapper, que modula a vazão do fluido que comanda o carretel. Essa modulação do movimento do carretel faz com que a vazão e pressão de saída do fluido também sejam proporcionais, permitindo movimentos mais suaves e precisos do equipamento acionado.
As servoválvulas são utilizadas em sistemas que exigem grande precisão de posição, velocidade, pressão e força do equipamento que esteja sendo controlado, como nos sistemas hidráulicos do controle de voo de aeronaves.

### Acionamento mecânico
O acionamento do carretel da válvula pode ser feito por botão, alavanca, pedal, haste ou rolete (este último muito utilizado em sistemas sequenciais automatizados). Um exemplo bem conhecido de acionamento mecânico por pedal, é o freio dos veículos automotores. A força exercida no pedal é transmitida para o carretel da válvula de freio, que direciona o fluido hidráulico sob pressão para os cilindros de freio nas rodas.
Nas válvulas de acionamento mecânico, as posições do carretel são garantidas por batentes mecânicos, ressaltos, ou molas.

## Tipos decarretel

### Deslizante
O carretel ou êmbolo deslizante tem seção transversal cilíndrica, com segmentos usinados que permitem a passagem do fluido com o movimento longitudinal do carretel.

### Rotativo

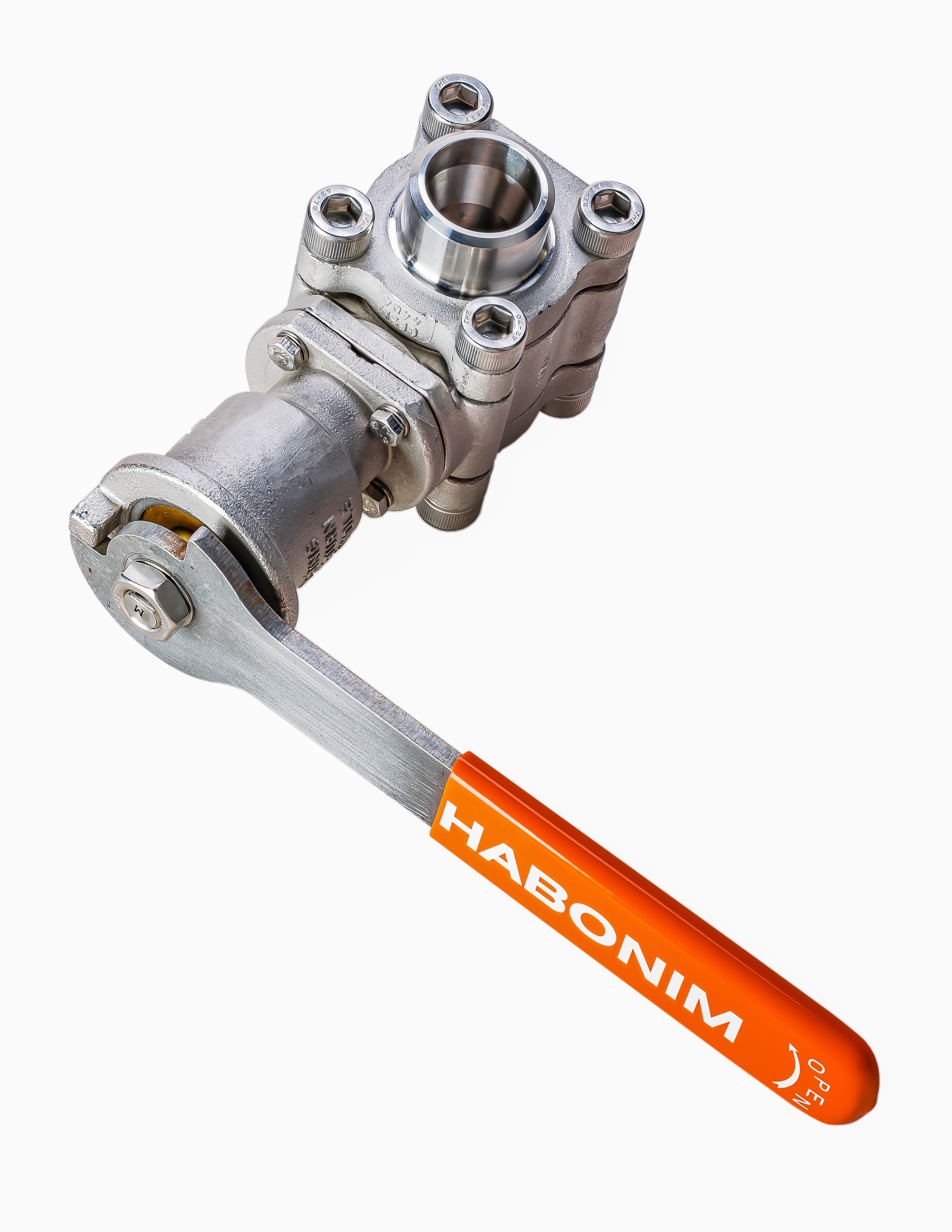
Válvula rotativa, operada por alavanca.

O carretel rotativo pode também ter formato cilíndrico, girando dentro do corpo da válvula, ao invés do movimento longitudinal. Neste movimento de rotação, abrem-se ou fecham-se orifícios de passagem do fluido através da válvula. Algumas válvulas rotativas, chamadas válvulas esfera, tem o carretel no formato esférico. Este tipo de válvula apresenta baixa perda de carga, sendo por esta razão muito utilizada em sistemas com altas vazões e viscosidades do fluido, como na indústria petrolífera. As válvulas esfera de maior porte exigem também esforço maior para seu acionamento manual, sendo muitas vezes operadas por dispositivos mecânicos, acionados por cilindros hidráulicos, pneumáticos ou motores elétricos.

## Representação esquemática

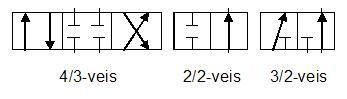
À esquerda, uma válvula de 4 vias/3 posições, no centro uma válvula de 2 vias/2 posições e à direita, uma válvula de 3 vias/2 posições.

Para representar graficamente as válvulas direcionais, são utilizados símbolos padronizados, assim como para qualquer outro componente dos sistemas hidráulicos e pneumáticos. A simbologia utilizada para representar a válvula de controle direcional constitui-se de caixas quadradas adjacentes, que correspondem ao número de posições do carretel. Dentro destas caixas são desenhadas linhas que representam a interligação ou interrupção das vias e a direção do fluido, em cada uma das posições.